# CIO Sweden
CIO Sweden är ett magasin för IT-direktörer, som ges ut av IDG förlag. Det första numret kom ut i maj 2002.
CIO Sweden driver även yrkesnätverket CIO Executive Club, som arrangerar konferenser för IT-beslutsfattare och utser Årets CIO i december varje år.

## Historik
CIO Sweden har sitt ursprung i Industry Standard Sweden som lanserades år 2000 som en svensk version av den amerikanska tidningen med samma namn. Lanseringen var delvis ett resultat av att IDG givit upp ett försök att köpa E+T Förlag som gav ut Affärsvärlden. Fyra IDG-tidningar med tillhörande redaktioner och prenumeranter uppgick i Industry Standard, nämligen DNE Den Nya Ekonomin, Nollett, IT-affärer och Teleaffärer. Första numret kom den 26 oktober 2000 och hade en upplaga på 25000 exemplar.
Den 27 september 2001 utkom första numret av CR Manager, som handlade om digital marknadsföring.
CIO Sweden bildades år 2002 genom sammanslagning av Industry Standard och CR Manager. Alexandra Heymowska var chefredaktör från starten. Chefredaktör (2023) är Marcus Jerräng.